# Lithophane suffusa
Lithophane suffusa là một loài bướm đêm trong họ Noctuidae.